# Kinh Không gì chuyển hướng
Kinh Không gì chuyển hướng (tiếng Pali: Apaṇṇaka‑sutta) là bài kinh thứ 60 trong Kinh Trung Bộ (Majjhima Nikāya) của Kinh điển Pāli. Nội dung kinh trình bày “giáo pháp chắc chắn” (apaṇṇaka dhamma) dưới dạng các lập luận thực dụng nhằm khuyến khích tin và thực hành nghiệp – luân hồi như một “cú cược an toàn” đem lại lợi ích trong mọi kịch bản siêu hình. Trong nghiên cứu hiện đại, lập luận này thường được so sánh với phép cược của Pascal và được gọi là Buddha’s lucky throw (phép cược của Đức Phật).

## Tên gọi
Từ apaṇṇaka trong tiếng Pāli không có từ tương đương chính xác trong tiếng Việt hay tiếng Anh. Từ điển Pāli-English Dictionary (PED) giải thích từ này có nguồn gốc từ "a" (không) + "paṇṇaka" (lá), với nghĩa là "chắc chắn, đúng đắn, tuyệt đối, dẫn đến giải thoát". Do đó, các bản dịch Anh ngữ phổ biến gồm The Incontrovertible Teaching (Bhikkhu Bodhi) và A Safe Bet (Thanissaro Bhikkhu).
Triết gia Bronwyn Finnigan (2024) gọi lập luận trong kinh là Buddha’s lucky throw (cú ném may mắn của Đức Phật), nhấn mạnh tính chất đánh cược ưu tiên (dominance reasoning) của nó. Trong bản dịch Kinh Trung Bộ của Hòa thượng Thích Minh Châu thì Kinh này được dịch là Kinh Không gì chuyển hướng, sau này có một số tác giả khác như Thích Nhật Từ cũng dịch như này.

## Văn bản gốc và truyền thừa
Bản Pāli tiêu chuẩn nằm trong Majjhima Nikāya I 401‑407 (ấn bản Pali Text Society).
Bối cảnh ghi lại Thích-ca Mâu-ni cư trú trong rừng Sim-sa-pa (tiếng Pali: Simsapā) gần làng Sa-la (tiếng Pali: Sālā) ở xứ Câu-tát-la. Sau khi nghe cư sĩ Bà‑la‑môn than phiền về sự bối rối trước nhiều học thuyết mâu thuẫn, như các tư tưởng duy vật, hoài nghi và bi quan về luân hồi thời bấy giờ (như lập trường của triết gia Ajita Kesakambalī) khiến dân chúng hoang mang. Nghe trình bày này, Phật bèn thuyết giảng giáo pháp apaṇṇaka (giáo pháp không thể chuyển hướng). Các bản kinh A‑hàm Hán tạng tương đương chưa được xác định rõ; học giả Choong Mun‑keat (2010) gợi ý kinh số 803 của Tạp A‑hàm có cấu trúc gần tương tự.

## Nội dung
Kinh bắt đầu chi tiết giới thiệu danh tính của Phật Thích-ca Mâu-ni cũng như danh tiếng của ông (Thập Hiệu: là bậc A-la-hán, đã giác ngộ hoàn toàn...) khi đến thăm thị trấn Sa-la.  Các cư sĩ Bà-la-môn tại đây trình bày rằng họ không tìm được giáo pháp xác đáng nào có bằng chứng thuyết phục, khiến họ hoang mang. Trước vấn đề này, Phật tuyên bố Ngài có một “giáo pháp chắc chắn không thể chuyển hướng” (apaṇṇaka dhamma) cho họ, giúp họ an lạc lâu dài nếu thực hành đúng.

### Cấu trúc lập luận “cược an toàn ưu tiên”
Phật nêu ba cặp lập trường đối nghịch: 
| Cặp lập trường đối            | Tiếng Việt                                                           | Quan điểm phủ định (A)                                                                                     | Quan điểm khẳng định (B)                                                                     |
| ----------------------------- | -------------------------------------------------------------------- | --- | -------------------------------------------------------------------------------------------- |
| Natthikavāda và Atthikatavāda | Vô nghiệp (Hư Vô Luận) / Hữu nghiệp (Nghiệm Báo)                     | Natthikavāda: phủ nhận nghiệp, quả báo và đời sau; hành động được xem là vô hiệu.                          | Atthikatavāda: Thừa nhận nghiệp và luân hồi; hành thiện hưởng phúc hiện tại & tương lai      |
| Akiriyavāda và Kiriya‑vāda    | Thuyết vô tác dụng – Vô kiếp sau / Thuyết có tác dụng – Hữu kiếp sau | Akiriyavāda: "không hành động thì thắng lợi" – đạo đức không tạo kết quả; bị Phật giáo phê phán là vô luân | Kiriya‑vāda: khẳng định mọi hành động (thiện/ác) đều sinh quả; nền tảng cho lý thuyết nghiệp |
| Niyati‑vāda và Hetu‑vāda      | Định mệnh (Thuyết vô nhân) / Nhân duyên (Thuyết hữu nhân)            | Niyati‑vāda: tuyệt đối định mệnh, không có tự do ý chí; nghiệp trở nên vô nghĩa                            | Hetu‑vāda: mọi pháp khởi do nhân–duyên; nhân quả vận hành thế giới và đời sống               |

Trong mỗi trường hợp, Phật chỉ ra:
- Nếu thuyết vô nghiệp (hoặc vô kiếp sau, định mệnh) đúng, người gieo hành động thiện hay ác đều "không lỗ";
- Nhưng nếu thuyết vô nghiệp ấy sai và thật sự là có luân hồi và đời sau, có nhân duyên; người phủ nhận sẽ gánh hậu quả nghiêm trọng. Ngược lại, người tin nghiệp – luân hồi không bao giờ thua thiệt, vì vừa được an lạc hiện tại (thân – khẩu – ý được thanh tịnh) vừa có phước báo tốt đẹp về sau.[5][8] Do đó, lựa chọn “tin và thực hành” là phép cược an toàn ưu tiên (dominant) trong mọi tình huống.

### Bốn loại hành giả
Phần hai kinh mô tả bốn loại người:
1. Tự hại mình (khổ hạnh cực đoan).
2. Hại kẻ khác (tế lễ sát sinh).
3. Vừa tự hại vừa hại người.
4. Không hại mình cũng không hại người (con đường trung đạo).

Phật khẳng định loại cuối là “chắc chắn và không bị chuyển hướng”, đưa đến Niết-bàn. Bài kinh kết thúc bằng cảnh các người Ba-la-môn quy y Tam bảo.

## Bối cảnh lịch sử
Các thuyết vô nghiệp” (akiriyavāda) và định mệnh luận (niyativāda) được các triết gia như Ajita Kesakambalī, Makkhali Gosāla truyền bá mạnh ở vùng Ma Kiệt Đà & Câu-tát-la thế kỷ V TCN. Học giả Richard Gombrich nhìn nhận Kinh Không Gì Chuyển Hướng phản ánh phản ứng sớm của Phật giáo trước làn sóng hoài nghi và hư vô của thời đại.

## Giá trị triết học
- Lập luận thực dụng: Kinh được xem là văn bản Phật giáo sớm nhất dùng lý lẽ thực dụng để biện minh đức tin.[2]
- So sánh Pascal: Bronwyn Finnigan chứng minh kinh cấu trúc giống phép cược Pascal nhưng khác ở chỗ khuyến khích “đạo đức thực hành” hơn là “tin tưởng siêu hình”.[2]
- Lý thuyết về đặt cược an toàn: Học giả Frank J. Hoffmann chỉ ra rằng Kinh Kālāma (AN 3.65) trình bày một biến thể ‘ván cược an toàn’ tương tự với Kinh Không Gì Chuyển Hướng, coi niềm tin vào nghiệp–tái sinh như ‘một khoản đầu tư rủi ro thấp đem lại kết quả tốt đẹp”.[10]
- Đóng góp cho lý thuyết quyết định (decision theory): Học giả Roger R. Jackson đánh giá Kinh Không Gì Chuyển Hướng gợi ý một mô hình “siêu ưu tiên” (super‑dominance) trong logic quyết định.[8]

## Ảnh hưởng và nghiên cứu hiện đại
Kinh được trích dẫn trong các chú giải Pāli cổ (Papañcasūdanī, Ṭīkā) và là chủ đề của nhiều bài nghiên cứu triết học phương Tây về chủ nghĩa thực dụng đạo đức (moral pragmatism). Hội nghị quốc tế Buddhism & Ethics (Canberra 2023) dành phiên toạ đàm riêng về “Buddha’s Wager”. Trong phong trào Phật giáo nhập thế, các tác giả như Śāntideva Institute vận dụng kinh để khuyến khích hành động thiện trong bối cảnh bất định.

## Các bản dịch và diễn giải hiện đại
| Ngôn ngữ   | Tựa đề                                      | Dịch giả / năm                                                                                                 |
| ---------- | ------------------------------------------- | --- |
| Tiếng Anh  | The Incontrovertible Teaching               | Bhikkhu Bodhi (1995)                                                                                           |
| Tiếng Anh  | A Safe Bet                                  | Thanissaro Bhikkhu (2008)                                                                                      |
| Tiếng Anh  | Buddha’s Lucky Throw (phân tích & chú giải) | Bronwyn Finnigan (2024)                                                                                        |
| Tiếng Việt | Kinh Không Gì Chuyển Hướng                  | Trong bản dịch từ Kinh Trung Bộ tiếng Pali của HT Thích Minh Châu và một vài tác giả khác như HT Thích Nhật Từ |